# Søren Reiff
Søren Reiff (født 22. oktober 1962 i Holbæk) er en dansk guitarist, producer, komponist og forfatter, søn af kunstnerægteparret Tove og Erik Reiff.

## Biografi

### Musikkarriere
Søren Reiff har i gennem mange år været guitarist og kapelmester på danske tv-programmer som Den Store Klassefest, Så' det lørdag og Danmarks Indsamling.
Han har spillet med Chaka Khan, David Sanborn, Randy Crawford, Robert Palmer, David Garfield og Los Lobotomys, Lisa Nilsson, Ida Corr, Søs Fenger, Sanne Salomonsen, Thomas Helmig, Infernal, Nabiha og mange flere .
Søren Reiff spillede fra 1986 til 1998 i Jan Glæsels orkester og medvirkede på flere Linie 3 shows, samt i tv-programmer som Harry Måneskin, Meyerheim & co, Meyerheim after eight, Husk lige tandbørsten og Safari. Han blev i 1998 optaget i The International Who's Who in Music.
Søren Reiff har skrevet bøgerne: "Reiffs riffs" (2004), "Reiffs rytmer" (2005), "Reiffs riffs II" (2008), "Reiffs rytmer II" (2011), "Gode Råd ... er guld værd" (2008), og "Guitar fra grunden" (2023)
I 2003 udkom Reiffs første album som solist Reiff jr Funky Flavas. På albummet medvirker blandt andet Mike Stern, Michael Ruff, Nabiha og Rikke Mølgaard. I 2010 udkom hans andet soloalbum: Soren Reiff – Miss you. På albummet medvirker David Garfield (keyboards), Will Lee (bas), Steve Ferrone (trommer), Ricky Lawson (trommer), John Peña (bas) Veronica Mortensen (sang) og Michito Sanchez (percussion). I 2015 udkom hans tredje album - Gratitude, hvor blandt andet Jimmy Haslip (bas), Gary Novak (trommer), Michito Sanchez (percussion), Alexx Daye (vocal) og Kim S. Hansen (keys) medvirker. I 2020 udkom EP'en We Were so Close, med sangerinden Nana Schwartzlose. I 2023 udkom singlen We Were so Close - live in studio, et samarbejde med Walle Larsson (Saxofon), Matt King (keys), Lars-Erik Dahle (bas), Martin Verdonk (percussion), samt Mikkel Villingshøj (trommer) og singlen Isolated, et samarbejde med Gianni Vancini (sax), Michito Sanchez (percussion), Wes Stephensson (bas), Kim S. Hansen (keys) og Jonathan Lundberg (trommer).
Søren Reiff har også produceret musik med Alberte Winding, MC Einar, Niels Hp, Veronica Mortensen, Nikolaj Pilot Christensen (fra Nikolaj & Piloterne) og mange andre.
Søren Reiff har medvirket i flere af de amerikanske TV-programmer "Studio jams", blandt andet med den amerikanske violinist Tracy Silverman og "The Color of Jazz" 
Søren Reiff er initiativtager til Den Rytmiske Højskoles sangskriver- og producerlinje, som han underviste på fra 2007 til 2016. Hans tilknytning til skolen startede allerede i 1998, hvor han blev medlem af skolens bestyrelse, og sad i den fra 1998 til 2006.

## Udgivelser

### Cd-udgivelser
- Who would you be (1999) (med Christina Boelskifte)
- Funky Flavas (2003)
- Miss you (2010)
- Gratitude (2015)
- We Were so Close (2020)
- We Were so Close - Live in studio (2023)
- Isolated (2023)

### Bogudgivelser
- Reiffs riffs (2004, Dansk Sang)
- Reiffs rytmer (2005, Dansk Sang)
- Reiffs riffs II (2008, Dansk Sang)
- Gode råd ... er guld værd (2008, DaRoof)
- Reiffs rytmer II (2011, Dansk Sang)
- Guitar fra grunden (2023, Dansk Sang)

## Priser, nomineringer & hædersbevisninger
- Vinder af 2017 International Inspiration Award i kategorien "Mest Inspirerende Guitarist" (uddelt januar 2018) [12] [13]